# Johann Michael von Schindler
Johann Michael von Schindler (* 14. Dezember 1668 in Sondershausen; † 18. Juni 1740 in Rüdigsdorf bei Kohren-Sahlis) war kursächsischer Wirklicher Geheimer Rat und Generalmajor. Er war Herr auf Rüdigsdorf und Neuhof.

## Herkunft
Seine Eltern waren der fürstlich sachsen-gothaischer Obervormundschaftsrat Johann Christian von Schindler (* 1634; † 1711) auf Burg-Tonne und dessen Ehefrau Martha Johanne von Lehmann, die Tochter des Kanzler und Konsistorialpräsidenten von Sondershausen von Lehmann. Sein Bruder Christian Wilhelm (* 1666; † 1725) war fürstlicher Rat in Sachsen-Meiningen und Sachsen-Weimar.

## Leben
Seine Schulbildung erhielt er zunächst auf der Stadtschule in Sondershausen und ab 1681 auf dem Gymnasium in Gotha. Von dort ging er 1686 bis 1690 auf die Universität Jena. Im folgenden Jahr diente er dem Reichshofrat Baron von Born in verschiedenen Positionen. 1691 ging er als Leutnant in das Infanterie-Regiment Sachsen-Coburg, das in kaiserliche Dienste kam. Es wurde nach Italien geschickt, wo es nach Mailand, Piemont und Savoyen kam. 1693 kämpfte er bei der Belagerung von Fort St. Britten und dem Gefecht bei Orbesan, wo der Oberstleutnant Adami fiel. 1694 wurde der Oberst Graf Graaz Brigadier eines Korps und Schindler wurde dessen Adjutant. Anschließend erhielt Schindler als Hauptmann eine eigene Kompanie, aber bei einer kurz danach folgenden Heeresreform wurde die Kompanie wieder aufgelöst. Schindler erhielt daraufhin die Kompanie Caraffa.
1695 wurde das Regiment nach Katalonien geschickt. Es kam nach Parma und brauchte dann 8 Tage bis Barcelona. Anschließend stand es bei der Belagerung von Palamos. Anschließend nahm er Urlaub und kehrte via Genua und Mailand nach Altenburg zurück. Im Mai 1696 kehrte er zurück, wurde aber vom Herzog von Savoyen abgeworben. Der Herzog machte ihn zunächst zum ältesten Hauptmann in seinem deutschen Bataillon, dort wurde er Ende des Jahres Major. Nach dem Frieden von Piemont wurde das Regiment abgedankt. Schindler ging an den Hof nach Dresden und kam zum Großkanzler Graf von Beuchling. Im Januar 1701 ging er mit dem Großkanzler nach Warschau, um den König zu treffen. Dieser schickte Schindler in die fürstlich sächsischen und ansbachschen Höfe. Nach seiner Rückkehr wurde er sächsischer Oberstleutnant und in das Regiment Vilopolski versetzt, am 13. April 1701 wurde er auch Kriegsrat ernannt und weiter auf Missionen geschickt. Im Januar 1705 wurde er Wirklicher Geheimer Kriegsrat. Als solcher schloss er 1707 einen Vertrag, sächsische Truppen für englisches und holländisches Geld zu verleihen. Pfingsten 1708 war er auf dem niederlausitzischen Landtag in Lübben und dem Stiftstag in Merseburg. Anschließend erhielt er den Auftrag, die sächsischen Truppen zu mustern, die unter Generalleutnant Kanitz nach Brabant geschickt wurde. Schindler erhielt 1709 den Auftrag, eine Landmiliz zu errichten. Für seinen Erfolg erhielt er ein Porträt des Königs.
1711 wurde er zum Ober-Landkriegskommissar mit dem Rang eines Generalmajors, außerdem war er Kommissar der Truppen in Brabant. Im November und Dezember 1711 verhandelte er mit den Geheimen Räten von Hoym, von Seebach und Alemann auf Rügen. 1712 bat er um seine Pensionierung, die er mit der Auflage erhielt, nicht in fremde Dienste zu treten. Er lebte anschließend in Dresden in seinem eigenen Haus, bis er dieses 1723 an den Grafen Manteufel verkaufte. Anschließend zog er sich auf sein Gut Rüdigsdorf zurück.
1733 wurde er nochmal nach Dresden gerufen und erhielt den Charakter eines Generalmajors. Außerdem erhielt er den Auftrag zur Neuerrichtung der Landmiliz, was er in nur 2 Monaten bewerkstelligte. Er kehrte anschließend auf sein Gut zurück und starb dort am 18. Januar 1740.
1739 errichtete die Schindlersche Stiftung in Rüdigsdorf.

## Familie
Schindler heiratete am 2. November 1701 Maria Madgalena von Klüx († 2. November 1712). Nach dem Tod seiner ersten Frau heiratete er am 19. Mai 1717 Friederike Louise von Hund und Altengrotkau († 31. Januar 1760). Beide Ehen blieben kinderlos.